# Hydra attenuata
Hydra attenuata är en nässeldjursart som beskrevs av Peter Simon Pallas 1766. Hydra attenuata ingår i släktet Hydra, och familjen Hydridae. Arten är reproducerande i Sverige.